# 防滚架

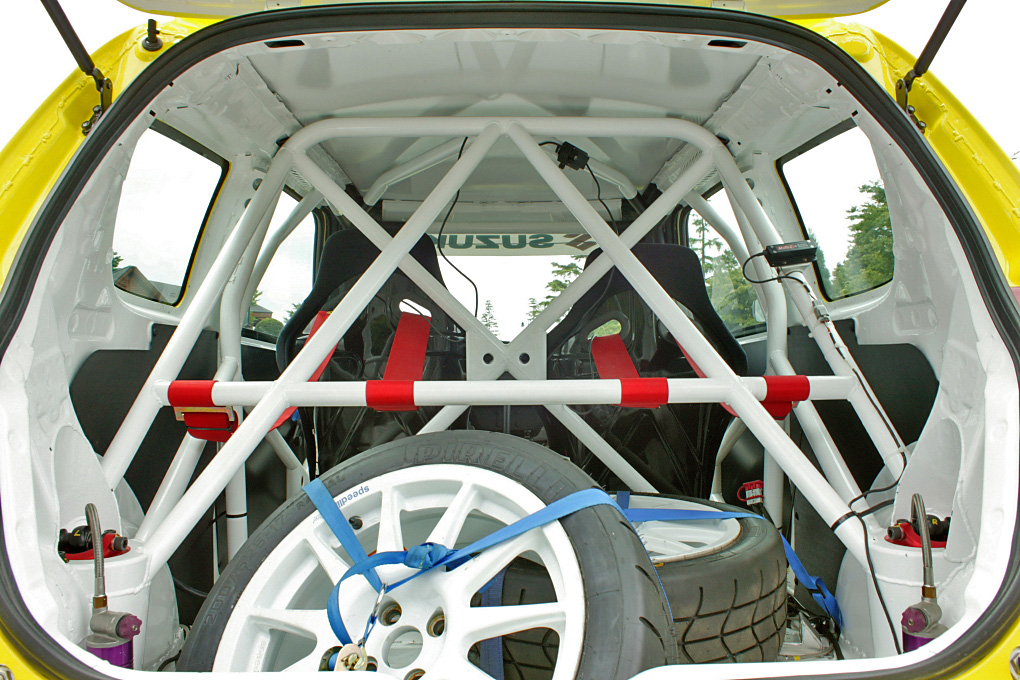
铃木雨燕内的赛车防滚架

防滚架是一种专门设计和构造的框架，内置于（或有时围绕，在这种情况下称为 exo 笼）车辆的乘客舱，以保护其乘员在事故中免受伤害或死亡，特别是在翻车事件。

## 设计

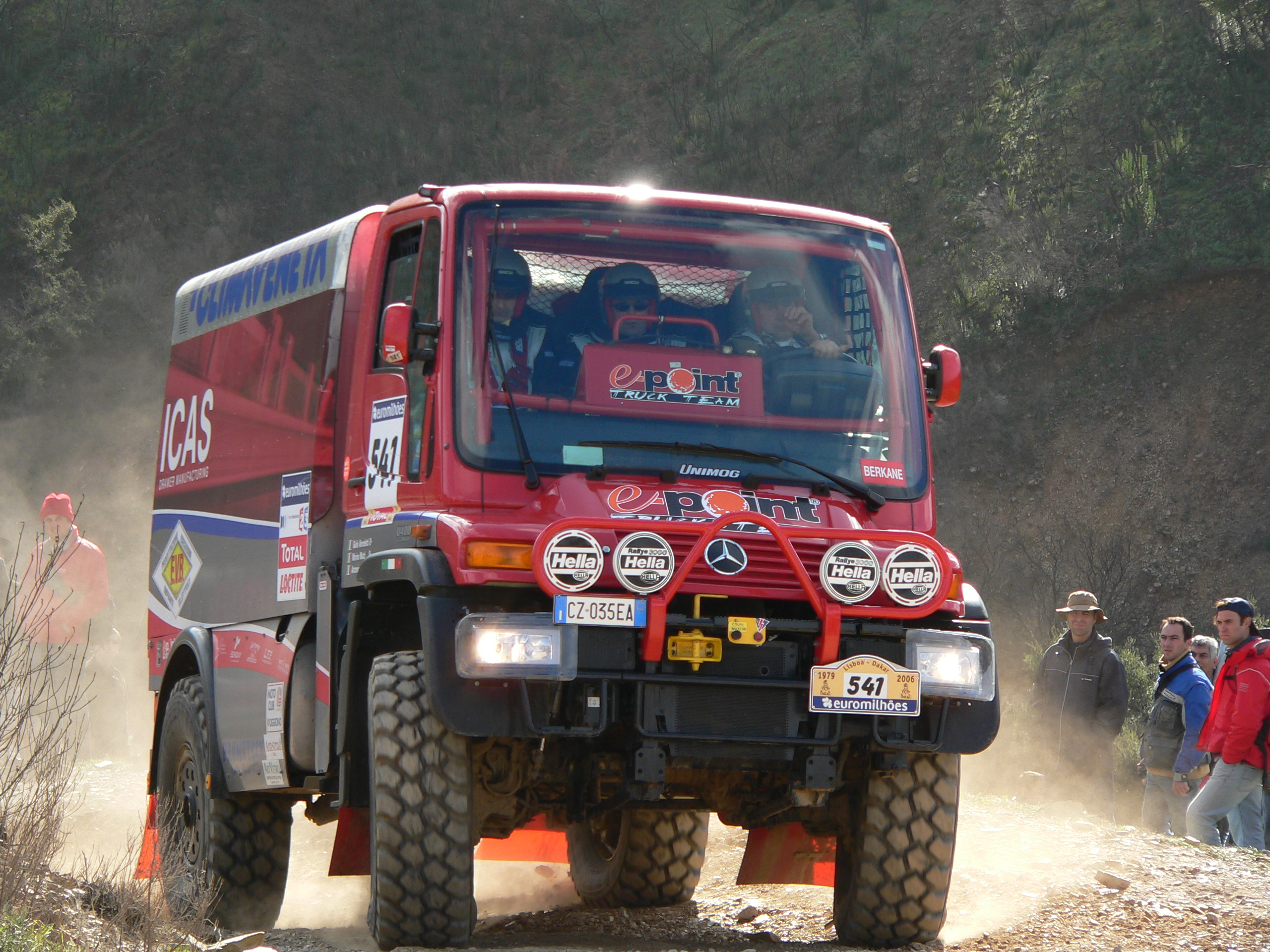
2006 年达喀尔拉力赛上带有集成防滚架的乌尼莫克

根据应用的不同，有许多不同的防滚架设计，因此不同的赛车组织有不同的规范和规定，尽管这些组织中的大多数将他们的规定与FIA的规定协调一致。
防滚架有助于加强底盘，这在赛车比赛中是可取的。 赛车防滚架通常是螺栓固定或焊接固定的，前者安装起来更容易且更便宜，而后者更坚固。
防滚架是驾驶员身后的钢管组合，可提供适度的翻车保护。 由于缺乏保护性车顶，一些现代敞篷车使用坚固的挡风玻璃框架作为防滚架。  此外，防滚架可以放置在两个头枕（通常是旧车上的头枕）的后面，这实际上是一个横跨乘客肩膀宽度的防滚架。

## 公路车
1989 年在梅赛德斯-奔驰 R129上率先推出的一种新型翻车保护装置是可展开的防滚架，通常隐藏在车身内。 当传感器检测到即将发生翻车时，防滚架会迅速伸出并锁定到位。 具有可部署的翻车保护系统的汽车包括标致 307 CC、 沃尔沃C70 、梅赛德斯-奔驰 SL 500 、捷豹 XK 、 和兰博基尼 Reventón Roadster 。

## 其他应用
历史上，防滚架也用于种耕作物拖拉机，防滚架作为现代拖拉机驾驶室的一部分很常见。

## 街用车
1989 年在梅赛德斯-奔驰 R129上率先推出的一种新型翻车保护装置是可展开的防滚架，通常隐藏在车身内。 当传感器检测到即将发生翻车时，防滚架会迅速伸出并锁定到位。 具有可部署的翻车保护系统的汽车包括标致 307 CC、 沃尔沃C70 、梅赛德斯-奔驰 SL 500 、捷豹 XK 、 和兰博基尼 Reventón Roadster 。